# Vlado Kalember
Vlado Kalember (ur. 26 kwietnia 1953 w Strumicy) – jugosłowiański i chorwacki wokalista popowy, gitarzysta i kompozytor, członek zespołów Srebrna krila i 4 asa. Reprezentant Jugosławii w 29. Konkursie Piosenki Eurowizji.

## Życiorys
Urodził się w miejscowości Strumica jako syn Julki i Mićo Kalemberów, dwa miesiące później wraz z rodziną przeprowadził się do Zagrzebia. Karierę muzyczną rozpoczął na początku lat 70. jako członek zespołu Helium, a w 1978 roku założył własny zespół o nazwie Srebrna krila.
W 1984 roku wspólnie z Izoldą Barudžiją reprezentował Jugosławię w 29. Konkursie Piosenki Eurowizji; duet wykonał utwór Ciao, amore i finalnie zajął 18. miejsce. W 1987 roku Kalember opuścił Srebrną krilę, by kontynuować karierę solową, a w 2002 roku współzałożył grupę 4 asa.

## Albumy solowe[3]
- Vino na usnama (1987)
- Čija si u duši (1988)
- Sedam ruža (1990)
- Evo noći evo ludila (1994)
- Pjevaj, raduj se (1996)
- Ponoć otkucava (1997)
- Rano mi je zaspati (2001)
- Za ljubav me ne pitaj (2001)
- Volim te do neba (2004)

## Życie prywatne
Ma starszą siostrę Mię.
Żonaty z wiolonczelistką Aną Rucner (para pobrała się w 2006 roku), z którą ma syna Darijana, także muzyka.